# Wood Dale
Wood Dale é uma cidade localizada no estado americano de Illinois, no Condado de DuPage.

## Demografia
Segundo o censo americano de 2000, a sua população era de 13.535 habitantes.
Em 2006, foi estimada uma população de 13.518, um decréscimo de 17 (-0.1%).

## Geografia
De acordo com o United States Census Bureau tem uma área de
12,1 km², dos quais 12,1 km² cobertos por terra e 0,0 km² cobertos por água.

## Localidades na vizinhança
O diagrama seguinte representa as localidades num raio de 8 km ao redor de Wood Dale.